# Ringvaart (polder)

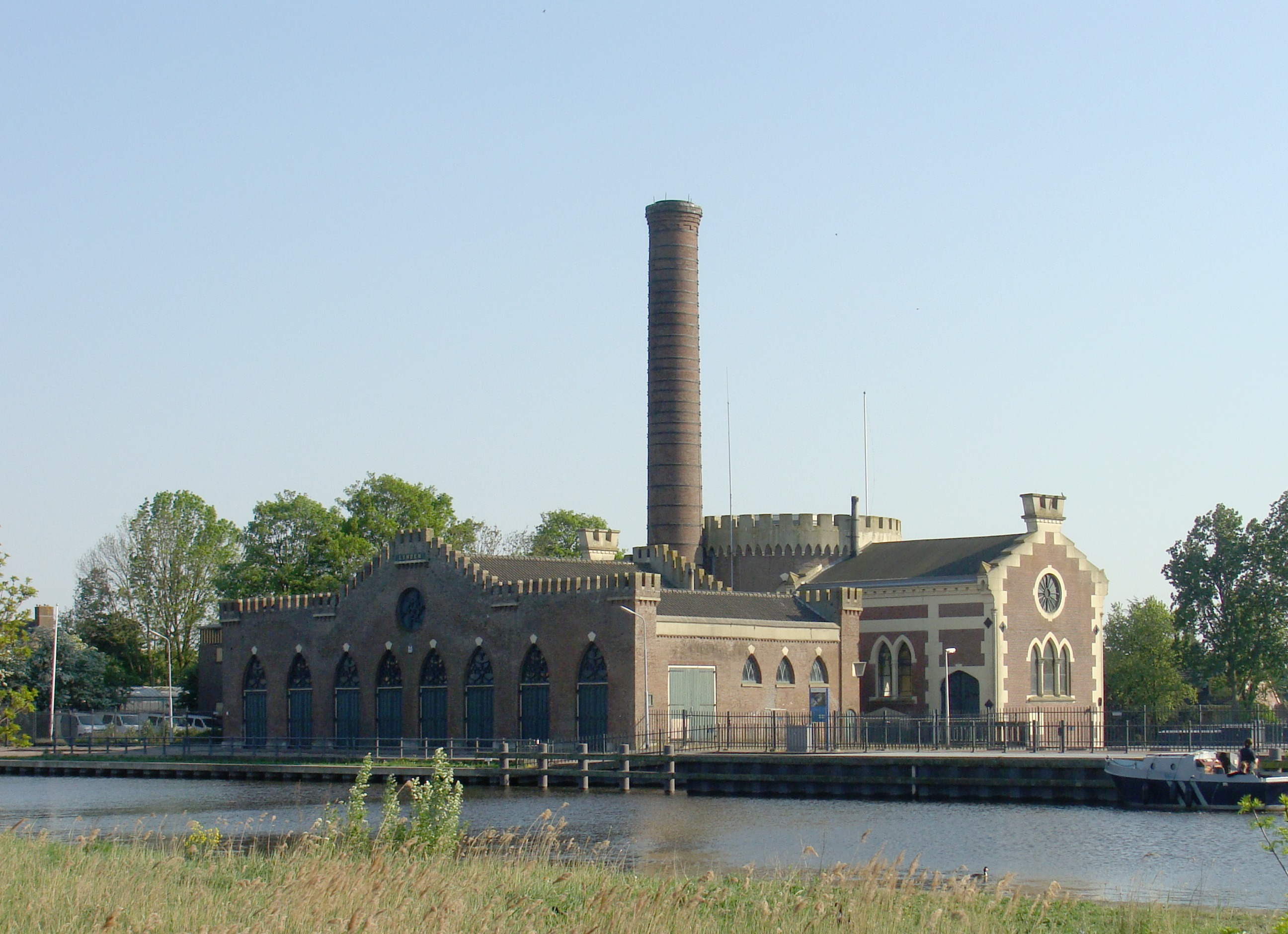
Ringvaart van de Haarlemmermeerpolder met Gemaal De Lynden.

Een ringvaart is een kanaal rond een polder.
Een vaart wordt aangelegd bij de droogmaking van een polder en heeft blijvend de functie om het teveel aan water dat uit de polder weggepompt wordt op te vangen en af te voeren. De vaart is daartoe verbonden met een afvoerkanaal. Het peil in de ringvaart is hoger dan dat in de polder.
Ringvaarten zijn vaak aangelegd rond een meer dat werd drooggelegd, een voorbeeld is de ringvaart van de Haarlemmermeer.